# Northwood (TV-serie)
Northwood var en kanadensisk dramaserie som TV-sändes 1991–1994.

## Rollförteckning
- Kirk - Byron Lucas
- Jason - Lochlyn Munro
- Nicole - Maggie O'Hara
- Debbie - Sasha McLean
- Peter - Trevor Hughes
- Karen - Tamsin Jones
- Brian - Darrell Dennis
- Jennifer - Deanna Milligan
- Maria - Birgitta Dau
- Michael - Gabe Khouth
- Sheena - Halona Dona